# Bazeilles-sur-Othain
Bazeilles-sur-Othain é uma comuna francesa na região administrativa de Grande Leste, no departamento de Meuse. Estende-se por uma área de 7,66 km². Em 2010 a comuna tinha 119 habitantes (densidade: 15,5 hab./km²).